# Quintefeuille

Une quintefeuille.

La quintefeuille est un meuble utilisé en héraldique. Elle désigne une fleur à cinq pétales ayant chacun une pointe et dont le centre est percé en rond, de manière que l’on voit le champ de l’écu à travers.
Elle se distingue d'une part de la tiercefeuille et de la quartefeuille par son nombre de pétales et, d'une autre, par la pointe de ces derniers de la rose héraldique et de l'angemme (dont le nombre de pétales peut varier).
|               |               |                 |         |
| Tiercefeuille | Quartefeuille | Rose héraldique | Angemme |

## Présentation

### Orthographe
Quintefeuille est plus rarement écrit en deux mots reliés par un tiret : quinte-feuille.
Le pluriel en deux mots reliés par un tiret et chacun portant la marque du pluriel quintes-feuilles est admis par plusieurs dictionnaires, notamment par le Dictionnaire général et grammatical des dictionnaires français de Napoléon Landais, et cela en dépit de son entrée quintefeuille en un seul mot au singulier.
Cette forme en deux mots au singulier comme au pluriel a été vivement critiquée par le lexicographe Léger Noël sur la base de l’étymologie latine du mot (quinquefolium) et d’une comparaison avec autres mots semblables dérivés du latin qui s'écrivent généralement en un seul mot : chèvrefeuille (caprifolium) ou millefeuille (millefolium).

### Origines
Le meuble héraldique s'inspire directement de la plante éponyme, la quintefeuille (ou potentille rampante), de son nom latin Potentilla reptans, qui est une plante herbacée rampante, d'une dizaine de centimètres de haut, dont la fleur est de couleur généralement jaune vif et mesure de 15 à 25 mm de diamètre. Elle fleurit de juillet à novembre.

## Caractéristiques en héraldique
La quintefeuille est généralement présente seule ou posée deux et un. C'est un meuble caractéristique du nord-ouest de la France (Maine, Normandie et Bretagne).

## Usages
Listes non exhaustives

### Blasons familiaux

Famille de Kerbiquet (Bretagne).
Famille du Merle (Normandie).
Famille de Lugny (Mâconnais).

### Blasons institutionnels
- Amayé-sur-Seulles (Calvados)
- Ancenis (Loire-Atlantique)
- Avanne-Aveney (Doubs)
- La Boissière-des-Landes (Vendée)
- Bondy (Seine-Saint-Denis)
- Bonnières-sur-Seine (Yvelines)
- Bouafle (Yvelines)
- Bouaye (Loire-Atlantique)
- Buc (Yvelines)
- Le Chesnay (Yvelines)
- Clichy-sous-Bois (Seine-Saint-Denis)
- Comines (Nord)
- Culey-le-Patry (Calvados)
- Garancières (Yvelines)
- Guiry-en-Vexin (Val-d'Oise)
- Haguenau (Bas-Rhin)
- Jouy-en-Josas (Yvelines)
- Lugny (Saône-et-Loire)
- Montesson (Yvelines)
- Nesles-la-Vallée (Val-d'Oise)
- Nuits-Saint-Georges (Côte-d'Or)
- Le Perchay (Val-d'Oise)
- Quincy-sous-Sénart (Essonne)
- Richarville (Essonne)
- Saint-Martin-du-Tertre (Val-d'Oise)
- Saint-Nom-la-Bretèche (Yvelines)
- Sainte-Suzanne (Mayenne)
- Sannois (Val-d'Oise)
- Sérent (Morbihan)
- Le Haillan (Gironde)

Voir aussi la catégorie Quintefeuille sur Wikimedia Commons.

## Codage informatique
| Quintefeuille noire   | ✿ | 273F |
| Quintefeuille blanche | ❀ | 2740 |